# Telatrygon acutirostra
Telatrygon acutirostra ist eine Stechrochenart und lebt im nordwestlichen Pazifik vor der Küste des südlichen Japan sowie im Ostchinesischen Meer. Wie alle Stechrochen hat sie einen Giftstachel.

## Merkmale
Telatrygon acutirostra hat eine Brustflossen-Scheibe, die in etwa so lang wie breit ist; die Schnauze hat die Form eines gestreckten Dreiecks. Die Augen sind klein, hinter ihnen liegen etwas größere Spritzlöcher. Zwischen den Atemlöchern befindet sich ein Hautlappen mit fransigem Saum am hinteren Teil. Der Oberkiefer hat 40 bis 51, der Unterkiefer 39 bis 49 Zähne, die in einer Art Quincunx-Muster gruppiert sind. Nur bei erwachsenen männlichen Exemplaren sind die Zähne spitz gezackt. Die Bauchflossen sind breit und dreieckig. Der Schwanz ist peitschenartig und länger als die Scheibe. Er trägt ein bis zwei mit Widerhaken besetzte Giftstachel am oberen Ende. Entlang der Rückenmitte befinden sich 20 Tuberkel, oberhalb des Rückgrats noch einmal 16. Die Oberseite ist Hellbraun und die Unterseite weiß. Das Typusexemplar hat einen Scheibendurchmesser von 72,5 cm und ist damit wesentlich größer als die meisten Vergleichsexemplare.

## Lebensweise
Die Art lebt küstennah am und über dem Meeresboden im nordwestlichen Pazifik in Tiefen zwischen 53 und 142 m. Es wird aber auch von Sichtungen  größerer Tiere in bis zu 420 m Tiefe sowie von Sichtungen aus dem Golf von Guayaquil vor Ecuador berichtet. Telatrygon acutirostra ist ovovivipar mit Würfen von zwei bis sechs Jungtieren. Über die sonstige Lebensweise ist praktisch nichts bekannt.

## Systematik und Forschungsgeschichte
Die Art wurde erst 1988 unter der wissenschaftlichen Bezeichnung Dasyatis acutirostra beschrieben. In den Jahrzehnten davor waren die Exemplare von  Dasyatis acutirostra der Art Dasyatis zugei zugeordnet worden. Die Vermischung der beiden Arten bestand schon seit den Arbeiten von Jordan und Fowler über japanische Elasmobranchier im Jahre 1903. 1988 veröffentlichten Kiyonori Nishida und Kazuhiro Nakaya eine Studie über den Artenkomplex von Dasyatis zugei mit der Erstbeschreibung von Dasyatis acutirostra. Das Typusexemplar ist ein erwachsenes Männchen von 72,5 cm Scheibendurchmesser, das im Jahr 1968 im Ostchinesischen Meer gefangen worden war und an der Universität Hokkaidō aufbewahrt wird. Das Artepitheton acutirostra stammt von den lateinischen Wörtern acutus für „spitz“ und rostrum für „Schnauze“. Der japanische Vernakularname lautet Yajiri-ei. Bei einer Mitte 2016 erfolgten Revision der Dasyatidae wurde die Art in die neu eingeführte Gattung Telatrygon gestellt.